# Ban Chiang
Ban Chiang (in thailandese บ้านเชียง; [bâːn tɕʰīa̯ŋ] ) è un sito archeologico del distretto di Nong Han, nella provincia di Udon Thani, in Thailandia del Nordest. È inserito tra i patrimoni dell'umanità dell'UNESCO fin dal 1992. Ban Chiang è considerato il più importante insediamento preistorico finora scoperto nel sud-est asiatico. Segna una tappa importante nell'evoluzione culturale, sociale e tecnologica dell'uomo. Il sito presenta le prime testimonianze dell'agricoltura nella regione e della lavorazione e dell'uso dei metalli.

## Storia

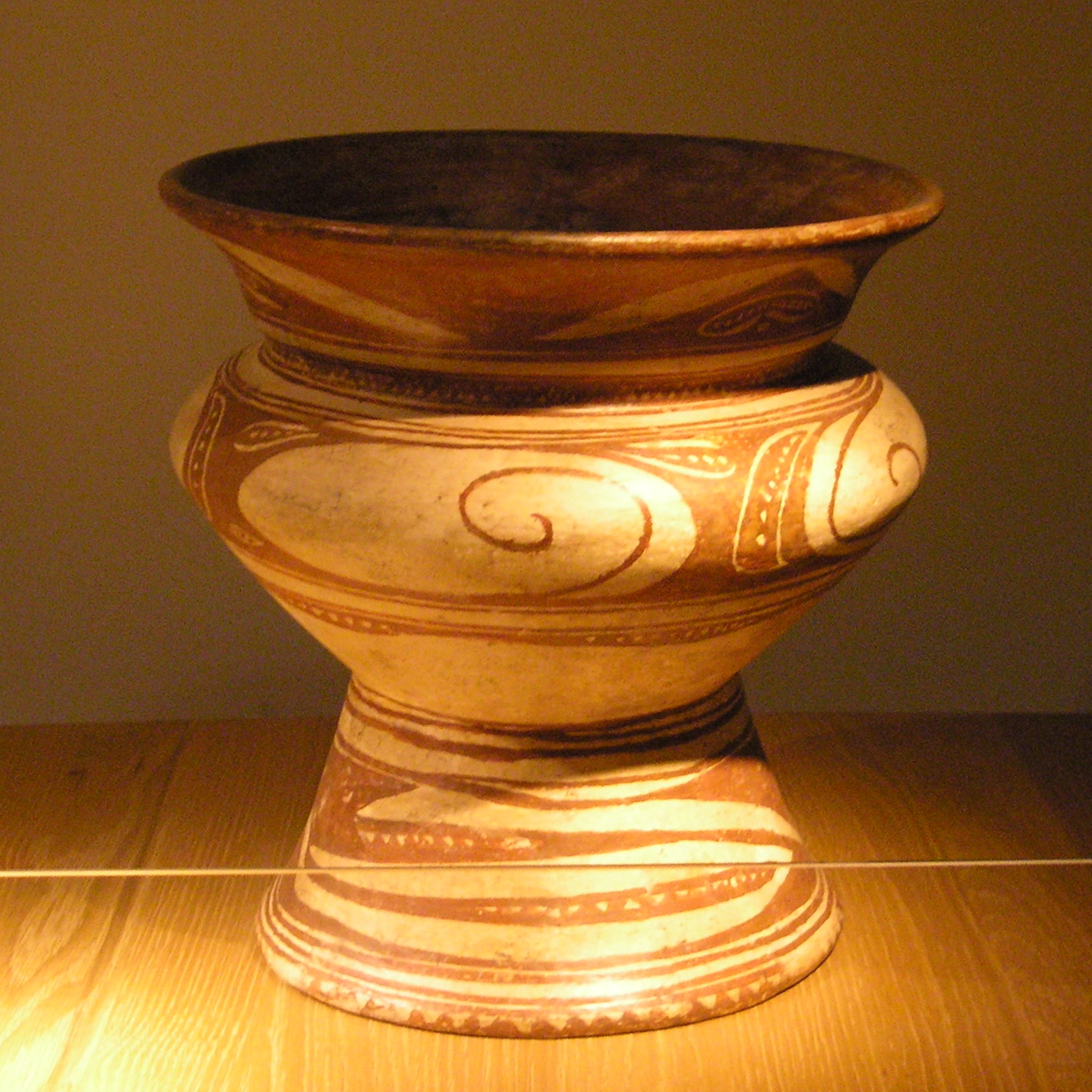
Vasellame di Ban Chiang all'interno del Museum für Indische Kunst, Berlin-Dahlem

Scoperto nel 1957, il sito fu al centro del pubblico interesse grazie all'appariscente vasellame colorato di rosso. I primi scavi vennero fatti nel 1967 e portarono alla luce numerosi scheletri e offerte funerarie in bronzo. Vennero rinvenuti anche frammenti di riso che hanno dimostrato l'esistenza di insediamenti agricoli risalenti all'età del bronzo. Le tombe più antiche non contengono bronzo e sono eredità della cultura neolitica, le più recenti invece sono dell'età del ferro.
I primi artefatti dovuti alla termoluminescenza risalgono al 4420 a.C.-3400 a.C., il che la renderebbe la più antica cultura del mondo ad aver raggiunto l'età del bronzo. Con gli scavi del 1974-75 è stato recuperato abbastanza materiale da permettere l'esame con il metodo del carbonio-14, che ha spostato la datazione delle tombe al periodo 2100 a.C.-200 d.C. L'età del bronzo iniziò verso il 2000 a.C., come dimostrato da frammenti di oggetti in bronzo che comprendono braccialetti, anelli, cavigliere, cavi ed aste, punte di lancia, asce, ganci, spade e piccole campane.
È stato ipotizzato che gli abitanti di Ban Chiang non avessero un re, non conoscessero le guerre e che il bronzo venisse usato per fabbricare le armi con cui andare a caccia, oltre che per le decorazioni. Si pensa che abbiano imparato la lavorazione del bronzo prima dei cinesi. La metallurgia (anche quella del ferro) che avevano sviluppato raggiunse un livello sconosciuto a quel tempo sia ai cinesi che in Mesopotamia.
Secondo i reperti venuti alla luce, a Ban Chiang veniva addomesticato e usato nell'agricoltura il bufalo d'acqua, il riso era la principale fonte di sostentamento, mentre erano attivi anche l'artigianato tessile e quello della bigiotteria in vetro e in pietra. Gli oggetti ritrovati all'interno delle tombe hanno fatto ipotizzare che quel popolo avesse anche delle credenze sulla vita ultraterrena e dei riti funerari evoluti. Secondo gli studi effettuati, la cultura di Ban Chiang ebbe fine quando i suoi ultimi abitanti migrarono altrove attorno al 200 a.C., dopo che la terra era stata deforestata e si era erosa.